# Spruce Pine (North Carolina)
Spruce Pine ist ein Ort im amerikanischen Bundesstaat North Carolina. Das U.S. Census Bureau ermittelte bei der Volkszählung 2020 eine Einwohnerzahl von 2194.
In Spruce Pine gewinnt das Unternehmen Sibelco nach dem Abbau aus einer Mine hochreinen Quarz, mit dem das Unternehmen im Jahr 2024 rund 80 Prozent des weltweiten Angebots an Siliziumdioxid stellen kann, das
in der Industrie unter anderem für die Herstellung von Halbleitern benötigt wird. Das Werk wurde 2024 durch den Hurrikan „Helene“ stark beschädigt und konnte erst nach zwei Wochen Produktion und Auslieferung wieder anfahren.